# Manuel Benet Novella
Manuel Benet Novella (València, octubre de 1897) fou un pintor valencià. Va estudiar a l'Escola Superior de Belles Arts de Sant Carles de València. Va ser membre del Grupo Z.
Va tenir diferents premis pel seu treball, com la Medalla de Plata en l'Exposició del Real Círculo Artístico de Barcelona l'any 1918 o el premi Nacional de gravat de 1931.
El 1963 era professor de dibuix de l'Institut Lluís Vives de València i va treballar en televisió. El 1967 se li va concedir l'Antena de oro de honor en la categoria de Televisió
Va exposar el 1938 i 1940 a The Art Institute of Chicago. L'any 1963 realitzà una exposició a la galeria Estil de València i l'any 1964 va participar en una exposició benèfica col·lectiva a l'Ateneu Mercantil de València.